# 국제선

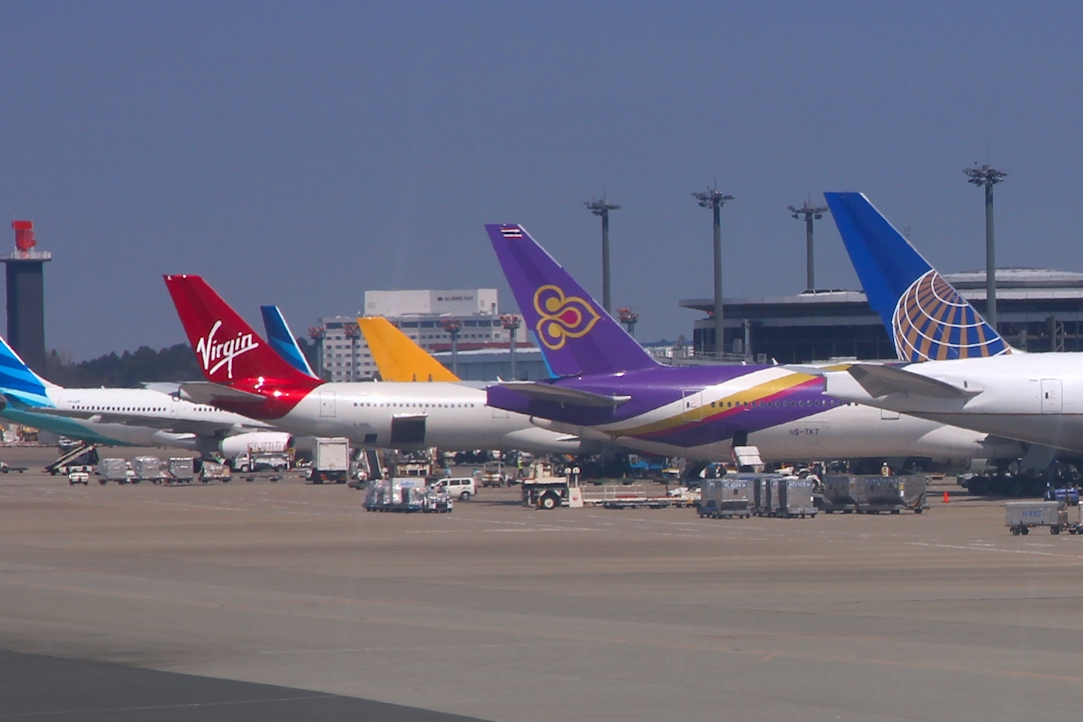
나리타 국제공항

국제선(國際線)은 출발과 도착이 서로 다른 나라로 되어 있는 민간 항공 내의 상업 항공의 한 형태이다.
국제선과 국내선의 가장 큰 차이점은 항공기 탑승 전에 승객이 이동 절차를 거쳐야 하며 도착 공항에 도착할 때 출발 및 출입국 및 세관 절차를 거쳐야 한다.
국제선을 운항하는 공항을 국제 공항이라고 한다.
두 나라 간의 첫 비행 중 하나는 1785년 1월 7일, 장피에르 블랑샤르와 존 제프리스가 열기구로 영국 해협을 건넌 것이다.

## 같이 보기
- 여객기
- 상업 항공
- 국내선
- 무착륙 비행